# ブランドン・ボレロ
ブラウドン・ボレロ（Brandon Borrello, 1995年7月25日 - ）は、オーストラリア・南オーストラリア州アデレード出身のサッカー選手。ウェスタン・シドニー・ワンダラーズFC所属。オーストラリア代表。ポジションはFW。

## 経歴
2017年5月、2. ブンデスリーガの1.FCカイザースラウテルンに3年契約で加入した。
2018年7月23日、ブンデスリーガのSCフライブルクに加入。
2021年7月3日、SGディナモ・ドレスデンと2年契約を締結した。
2022年7月25日、ウェスタン・シドニー・ワンダラーズFCに2年契約で移籍した。